# Miopithecus
Miopithecus — африканський рід приматів з родини Мавпові (Cercopithecidae). Рід містить два види й кордон між цими двома видами є річка Конго.

## Опис
Довжина голови й тіла від 32 до 45 сантиметрів, хвіст 36-53 см. Самці важать близько 1,3 кг, самиці 0,8 кг. Як і в багатьох приматів, самець більший за самицю. Хутро білувато-сіре зверху і стає білішим внизу, голова кругла, лице голе.

## Поширення
Живуть в центральній Африці, їх ареал простягається від Камеруну через Демократичну Республіку Конго до Анголи. Їх місце існування це дощові або мангрові ліси поруч з водою.

## Стиль життя
Miopithecus денні й деревні, але вони також можуть добре плавати і шукати у воді їжу. Ці тварини живуть великими групами від 60 до 100 тварин. На ніч вони збираються на деревах біля води, протягом дня вони діляться на більш дрібні підгрупи в пошуках їжі. Групи складаються з кількох статевозрілих самців, багатьох самиць і їх потомства. Miopithecus не знають територіальної поведінки. Miopithecus всеїдні, їх дієта складається з фруктів, насіння, водних рослин, комах, черепашок, яєць птахів і невеликих хребетних.

## Відтворення
Приблизно через 160 днів вагітності, самиця народжує зазвичай з листопада по березень одне дитинча. Діти народжуються відносно великими і добре розвиненими (новонароджені важать близько 200 грамів і, таким чином, досягають чверті ваги матері) і стрімко розвиваються. З шести тижнів вони вже приймають тверду їжу і стають незалежними в три місяці. Найбільший відомий вік тварини у неволі був 28 років, очікувана тривалість життя в дикій природі не відома.

## Загрози
Карликові мавпи мають багато природних ворогів: Panthera pardus, Genetta, Caracal aurata, Accipitriformes, змії, Varanus. Через те, що вони розоряють плантації, на них часто полюють люди.